# Stefano Natale
Stefano Natale (Roma, 16 aprile 1903 – 1970) è stato un maratoneta italiano.

## Biografia
Nato nel 1903 a Roma, a 25 anni partecipò ai Giochi olimpici di Amsterdam 1928, nella maratona, non riuscendo ad arrivare al traguardo.
Per quattro volte (1926, 1929 in occasione della Maratona di Torino, 1930 e 1946) fu campione italiano nella maratona, rispettivamente in 2h58'14"0, 2h39'00"1/5, 3h01'49"2/5 e 3h00'34"0; nel primo di questi quattro anni vinse anche il titolo della maratonina (20 km), con il tempo di 1h14'44"0.
Morì nel 1970, a 67 anni.

## Palmarès
| Anno | Manifestazione  | Sede      | Evento   | Risultato | Prestazione | Note |
| ---- | --------------- | --------- | -------- | --------- | ----------- | ---- |
| 1928 | Giochi olimpici | Amsterdam | Maratona | dnf       | dnf         |      |

## Campionati nazionali
- 4 volte campione nazionale assoluto della maratona (1926, 1929, 1930, 1946)
- 1 volta campione nazionale assoluto della maratonina (1926)

1926
- Oro ai campionati italiani assoluti, maratonina - 1h14'44"0
- Oro ai campionati italiani assoluti, maratona - 2h58'14"0

1929
- Oro ai campionati italiani assoluti, maratona - 2h39'00"1/5

1930
- Oro ai campionati italiani assoluti, maratona - 3h01'49"2/5

1946
- Oro ai campionati italiani assoluti, maratona - 3h00'34"0

## Altre competizioni internazionali
1929
- Oro alla Maratona di Torino ( Torino) - 2h39'00"